# A tengerészgyalogos 4. – Mozgó célpont
A tengerészgyalogos 4. – Mozgó célpont  (eredeti cím: The Marine 4: Moving Target) 2015-ben bemutatott amerikai akciófilm, melyet Alan B. McElroy forgatókönyvéből William Kaufman rendezett. A tengerészgyalogos-filmsorozat 4. része. A főbb szerepekben The Miz, Summer Rae, Melissa Roxburgh, Josh Blacker és Matthew MacCaull látható.
Az Amerikai Egyesült Államokban 2015. április 21-én mutatták be a DVD-n és Blu-ray-n.

## Cselekmény
Jake Carter tengerészgyalogos leszerel és otthagyja a katonaságot. Egy őrző-védő cégnél talál munkát, első megbízatásaként egy Rachel Dawes nevű fiatal lányra kell vigyáznia. Rachel egy hadiipari cég kétes ügyleteit akarja leleplezni. Annak korrupt vezetői egy zsoldoscsapatot küldenek a lány megölésére, így Jake élete is veszélybe kerül.

## Szereplők
| Szereplő            | Színész                | Magyar hang     |
| ------------------- | ---------------------- | --------------- |
| Jake Carter         | Mike "The Miz" Mizanin | Turi Bálint     |
| Olivia Tanis        | Melissa Roxburgh       | Berkes Boglárka |
| Andrew Vogel        | Josh Blacker           | Kisfalusi Lehel |
| Ethan Smith         | Matthew MacCaull       | Molnár Levente  |
| Rachel Dawes        | Summer Rae             | Erdős Borcsa    |
| Paul Redman nyomozó | Paul McGillio          | Király Adrián   |
| Nate Miller         | Roark Critchlow        | Holl Nándor     |